# Acacia punctata
Acacia punctata é uma espécie de leguminosa do gênero Acacia, pertencente à família Fabaceae.